# Saint-Maurice-d'Ételan
Saint-Maurice-d'Ételan és un municipi francès situat al departament del Sena Marítim i a la regió de Normandia. L'any 2007 tenia 322 habitants.

## Demografia

### Població
El 2007 la població de fet de Saint-Maurice-d'Ételan era de 322 persones. Hi havia 122 famílies de les quals 24 eren unipersonals (20 homes vivint sols i 4 dones vivint soles), 37 parelles sense fills, 53 parelles amb fills i 8 famílies monoparentals amb fills.
La població ha evolucionat segons el següent gràfic:
Habitants censats

### Habitatges
El 2007 hi havia 134 habitatges, 120 eren l'habitatge principal de la família, 8 eren segones residències i 6 estaven desocupats. 130 eren cases i 2 eren apartaments. Dels 120 habitatges principals, 99 estaven ocupats pels seus propietaris, 18 estaven llogats i ocupats pels llogaters i 2 estaven cedits a títol gratuït; 2 tenien dues cambres, 14 en tenien tres, 27 en tenien quatre i 77 en tenien cinc o més. 101 habitatges disposaven pel capbaix d'una plaça de pàrquing. A 48 habitatges hi havia un automòbil i a 62 n'hi havia dos o més.

### Piràmide de població
La piràmide de població per edats i sexe el 2009 era:
| Homes | Edats   | Dones |
| ----- | ------- | ----- |
| 0     | 95 o +  | 0     |
| 8     | 90 a 94 | 4     |
| 8     | 85 a 89 | 4     |
| 0     | 80 a 84 | 4     |
| 0     | 75 a 79 | 0     |
| 8     | 70 a 74 | 8     |
| 4     | 65 a 69 | 12    |
| 0     | 60 a 64 | 0     |
| 8     | 55 a 59 | 8     |
| 0     | 50 a 54 | 4     |
| 8     | 45 a 49 | 4     |
| 4     | 40 a 44 | 0     |
| 16    | 35 a 39 | 16    |
| 12    | 30 a 34 | 16    |
| 4     | 25 a 29 | 8     |
| 0     | 20 a 24 | 0     |
| 0     | 15 a 19 | 4     |
| 16    | 10 a 14 | 8     |
| 8     | 5 a 9   | 16    |
| 8     | 0 a 4   | 16    |

## Economia
El 2007 la població en edat de treballar era de 197 persones, 141 eren actives i 56 eren inactives. De les 141 persones actives 131 estaven ocupades (77 homes i 54 dones) i 10 estaven aturades (5 homes i 5 dones). De les 56 persones inactives 20 estaven jubilades, 16 estaven estudiant i 20 estaven classificades com a «altres inactius».

### Ingressos
El 2009 a Saint-Maurice-d'Ételan hi havia 114 unitats fiscals que integraven 306,5 persones, la mediana anual d'ingressos fiscals per persona era de 21.435 €.

### Activitats econòmiques
Dels 4 establiments que hi havia el 2007, 1 era d'una empresa de construcció, 1 d'una empresa d'hostatgeria i restauració, 1 d'una empresa immobiliària i 1 d'una empresa de serveis.
Dels 2 establiments de servei als particulars que hi havia el 2009, 1 era un electricista i 1 restaurant.
L'any 2000 a Saint-Maurice-d'Ételan hi havia 11 explotacions agrícoles que ocupaven un total de 710 hectàrees.

## Poblacions més properes
El següent diagrama mostra les poblacions més properes.